# Station Caudrot
Station Caudrot is een spoorweghalte in de Franse gemeente Caudrot. Zij wordt bediend door treinen van het netwerk TER Nouvelle-Aquitaine op het traject Bordeaux - Agen.